# Mixquiahuala de Juárez
Mixquiahuala de Juárez là một đô thị thuộc bang Hidalgo, México. Năm 2005, dân số của đô thị này là 37747 người.